# قائمة زملاء الجمعية الملكية المنتخبين في 1917
هذه الصفحة تعرض قائمة زملاء الجمعية الملكية المُنتخبين لعام 1917م.

## الزملاء
- James Hartley Ashworth [الإنجليزية]‏
- John Smyth Macdonald [الإنجليزية]‏
- Charles Tate Regan [الإنجليزية]‏
- Arthur Stewart Eve [الإنجليزية]‏
- Samuel George Shattock [الإنجليزية]‏
- إدوارد جيه. راسيل [الإنجليزية]‏
- John William Nicholson [الإنجليزية]‏
- Robert Robertson (chemist) [الإنجليزية]‏
- Charles Frederick Cross [الإنجليزية]‏
- Herbert Jackson (chemist) [الإنجليزية]‏
- Henry Drysdale Dakin [الإنجليزية]‏
- Frederick Ernest Weiss [الإنجليزية]‏